# Scotopteryx cretata
Scotopteryx cretata är en fjärilsart som beskrevs av Louis Beethoven Prout 1937. Scotopteryx cretata ingår i släktet backmätare, och familjen mätare. Inga underarter finns listade.